# ملتفة الثمار
مُلْتَفَّةُ الثِّمار أو عَراوَة (الاسم العلمي: Spiraea)، جنس جنبات من فصيلة الوردية تتكون من حوالي 80 إلى 100 نوع. أوطانها الأصلية نصف الكرة الشمالي المعتدل، أكبر تنوع له في شرق آسيا.